# Upie
Upie é uma comuna francesa na região administrativa de Auvérnia-Ródano-Alpes, no departamento de Drôme. Estende-se por uma área de 19,53 km². Em 2010 a comuna tinha 1 563 habitantes (densidade: 80 hab./km²).